# Luigi Rodriguez

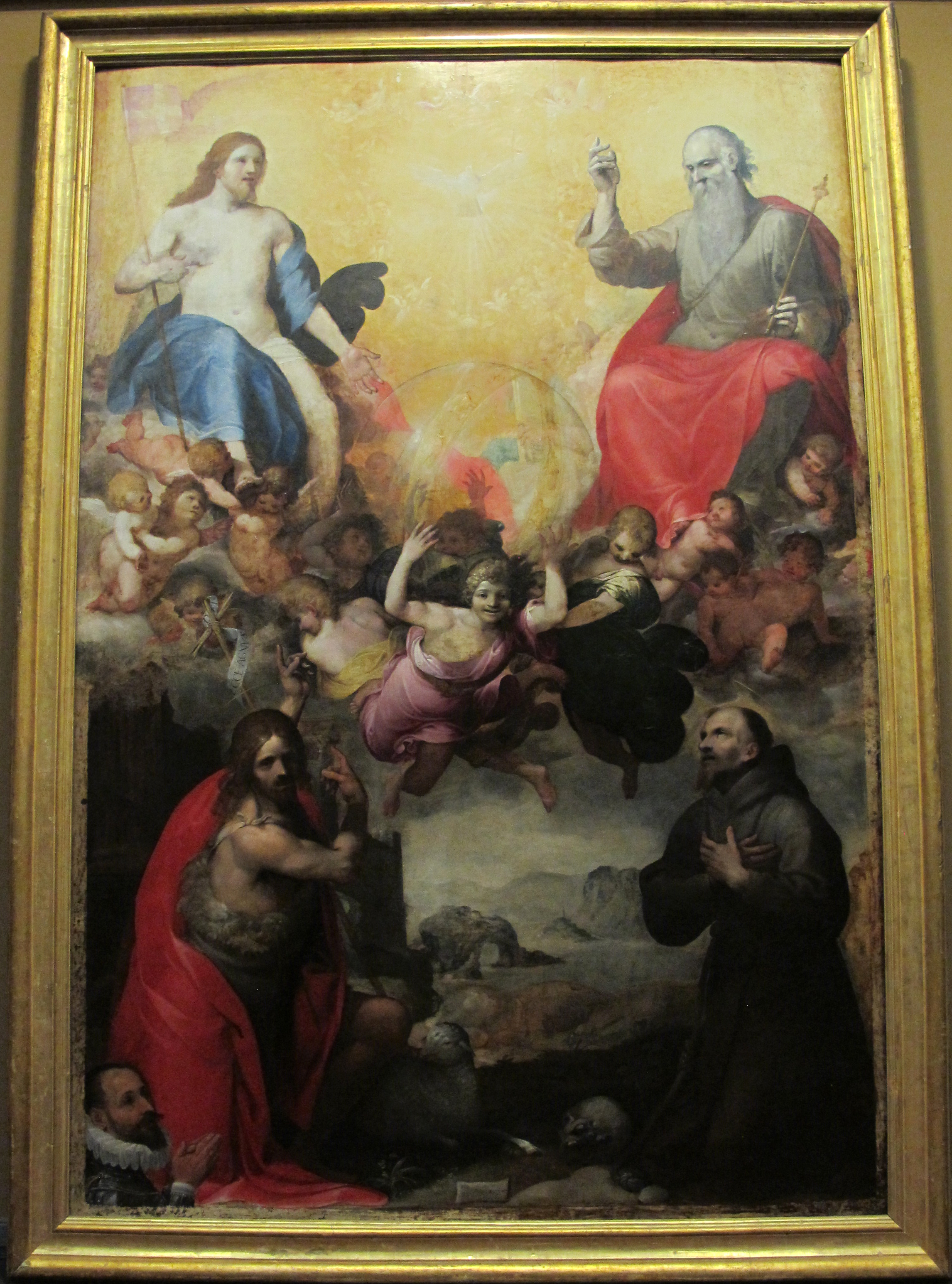
Trinità e santi (1605 circa), Capodimonte

Luigi Rodriguez, noto anche con il nome di Loise il Siciliano (Messina, 1580 circa – 28 aprile 1607), è stato un pittore italiano.

## Biografia
Nato in data incerta alla fine del XVI secolo, era fratello di Alonso Rodriguez, anch'egli pittore. Giovanissimo, nel 1594 si trasferì a Napoli insieme a Giovanni Bernardino Azzolino, che gli fece praticamente da padrino. Non è certo se prima della sua partenza Luigi abbia prodotto o meno materiale artistico, sicuramente una sola sua opera si trova oggi sul suolo siciliano, ossia il dipinto Davide con la testa di Golia, che troneggia nella Sala del Consiglio dell'Università di Messina.
Secondo le cronache napoletane, Rodriguez, appena giunto nella capitale del regno, fu alle dipendenze di Belisario Corenzio, seguendo poi l'influenza di Cavalier d'Arpino.
Il suo primo lavoro a Napoli fu presso la chiesa di Sant'Anna dei Lombardi, nel 1596-1598, dove contribuì alla risistemazione della Cappella Orefice: i suoi affreschi fanno da contorno alla statua scolpita da Girolamo D'Auria.
Rodriguez partecipa poi ad uno dei più importanti lavori del tempo, quelli relativi alla decorazione del soffitto della chiesa di Santa Maria la Nova, un ciclo pittorico composto da 46 tele dei principali artisti napoletani dell'epoca. Successivamente prende parte, insieme a Battistello Caracciolo, alla decorazione dell'aula del Sacro Monte di Pietà, all'incirca nel 1601-03.
Un altro lavoro procacciatogli dal Corenzio è l'affrescatura dell'abside della Cappella Maggiore della chiesa dei Gerolamini, realizzata con l'Azzolino, dove dipinge la Deposizione (1603) e la Redenzione dei Cattivi alla Misericordia.
Al Museo Nazionale di Napoli sono conservate due sue tele ad olio: Madonna del Rosario e Santissima Trinità, probabilmente provenienti da quello che era il Convento della Trinità delle Monache.
Al 1607 risalgono gli affreschi realizzati dal Rodriguez sulla volta della chiesa di Santa Patrizia, a Napoli. Nel 1608 i suoi affreschi decorano invece, sempre a Napoli, il Refettorio e la Sala Capitolare (Sala dei Baroni) del convento di San Lorenzo Maggiore, complesso gestito dall'Ordine dei frati minori osservanti commissionati da Gaspar de Guzmán y Pimentel, conte di Olivares e duca di Sanlúcar.
Un'altra opera di L. Rodriguez si può osservare nella chiesa di Santa Maria di Costantinopoli: una Madonna e i Ss. Francesco d'Assisi e di Paola nella terza cappella della navata sinistra. Una sua Madonna e santi si trova inoltre nella prima cappella destra della chiesa dell'Eremo dei Camaldoli.
Secondo delle cronache napoletane, Luigi Rodriguez sarebbe morto nel 1630 avvelenato dal suo maestro Belisario Corenzio. Oggi viene però accettata come data del decesso il 1609, soprattutto considerando il fatto che, pur essendo al tempo un artista affermato e in continua ascesa, non ci sono giunte opere o testimonianze successivamente a questa data; la causa della morte ci è però tuttora ignota.

## Opere
- Ciclo, affreschi della sala Sisto V, convento di San Lorenzo Maggiore di Napoli.
- Ciclo, affreschi della sala capitolare, convento di San Lorenzo Maggiore di Napoli.
- Guerra di Troia, dipinti ad olio monocromatici in 20 tavole di stile polidoresco, opere documentate.[1]
- Ciclo, affreschi volte, opere presenti nella chiesa dello Spirito Santo di Napoli.[1]
- Ciclo miracoli dei Certosini, affreschi chiostro, opere presenti nella Certosa di San Martino di Napoli.[2]
- Venere, dipinto, opera documentata nella chiesa del Carmine Maggiore di Napoli.[2]
- Ciclo, affreschi, opere presenti della chiesa della Concezione degli Spagnoli di Napoli.[2]